# Emilia Davico
Emilia Davico es una deportista italiana que compitió en judo. Ganó una medalla de plata en el Campeonato Europeo de Judo de 1976, en la categoría de –48 kg.

## Palmarés internacional
| Campeonato Europeo | Campeonato Europeo | Campeonato Europeo | Campeonato Europeo |
| Año                | Lugar              | Medalla            | Categoría          |
| ------------------ | ------------------ | ------------------ | ------------------ |
| 1976               | Viena (Austria)    | Medalla de plata   | –48 kg             |